# Попередження (фільм, 1982)
«Попередження» (болг. «Предупреждението», нім. «Die Mahnung») — радянсько-болгарсько-східнонімецький політичний двосерійний художній фільм 1982 року. Прем'єра фільму відбулася: 11 жовтень 1982 (Софія), 22 жовтня 1982 (Берлін).

## Сюжет
Дія відбувається у 1932—1932 роках. Фільм простежує нелегальну міжнародну діяльність Георгія Димитрова на початку 1930-х років і його захист на Лейпцизькому процесі за звинуваченням у підпалі Рейхстагу — парламенту Німеччини. Зроблене розкриття механізму дії диктаторських режимів, незалежно коли і де вони з'являються.

## У ролях
- Петар Гюров — Георгі Димитров
- Невена Коканова — Любіца Івошевич
- Асен Кісімов — Дюкло
- Борис Луканов — Васіл Коларов
- Асен Димитров — Марінус ван дер Любе
- Добромир Манев — Благой Попов
- Александор Лілов — Васіл Танев
- Аня Пенчева — Магдалена
- Вельо Горанов — епізод
- Ана Делібашева — епізод
- Ральф Бьотнер — епізод

## Знімальна група
- Режисер — Хуан Антоніо Бардем
- Сценаристи — Хуан Антоніо Бардем, Любен Станев
- Оператор — Пламен Вагенштайн
- Композитор — Кирил Цибулка
- Художники — Лотар Кун, Костадин Русаков